# Colonia Puerto del Obispo
Colonia Puerto del Obispo är en ort i Mexiko.   Den ligger i kommunen Tuxpan och delstaten Michoacán de Ocampo, i den södra delen av landet, 140 km väster om huvudstaden Mexico City. Colonia Puerto del Obispo ligger 1 884 meter över havet och antalet invånare är 681.
Terrängen runt Colonia Puerto del Obispo är kuperad. Runt Colonia Puerto del Obispo är det ganska tätbefolkat, med 139 invånare per kvadratkilometer. Närmaste större samhälle är Heróica Zitácuaro, 15,8 km sydost om Colonia Puerto del Obispo. I omgivningarna runt Colonia Puerto del Obispo växer huvudsakligen savannskog.